# 王様のレストラン オリジナル サウンドトラック
王様のレストラン オリジナル サウンドトラック（おうさまのレストラン オリジナル サウンドトラック）とは、フジテレビ系ドラマ「王様のレストラン」のオリジナルサウンドトラックである。1995年5月21日、ソニーレコードよりリリースされた。

## 解説
仏題として作られたタイトルは「Restaurant de Roi ORIGINAL SOUNDTRACK」。
全曲 作曲:服部隆之（5,12曲目のみ平井堅）。
全曲 編曲:服部隆之。
レストランで繰り広げられるドラマであったため、バラエティ番組などで料理に関する映像が流れる際、現在でもこのサウンドトラックからBGMとして使用されることがある。特に使われるのは「Ouverture de Restaurant de Roi〜「王様のレストラン」序曲〜」や「Bon courage!!〜勇気〜」などである。

## 収録曲
1. Ouverture de Restaurant de Roi〜「王様のレストラン」序曲〜
2. Le grande garçon dans la legende〜よみがえる伝説のギャルソン〜
3. Gastronome aimable〜愛すべき客達〜
4. Le temps paresseux〜怠惰な時間〜
5. Precious Junk (version orchestral)
平井堅による主題歌を、オーケストラで演奏したインスト・ヴァージョン。
6. Bon courage!!〜勇気〜
オープニングで使用された曲。
7. Le rêve solitaire〜孤独な夢〜
8. Le jour de repos〜レストランの休日〜
9. Boléro des garçons〜ギャルソンのボレロ〜
10. La illusion〜幻想〜
11. Un verre de la larme〜一杯の涙〜
12. Precious Junk (Solo violoncelle avec piano)
5曲目同様、原曲をヴァイオリンとピアノで演奏したインスト・ヴァージョン。
13. Thème de Restaurant de Roi〜「王様のレストラン」テーマ〜

## 参加ミュージシャン
- ピアノ：倉田信雄
- ホルン：藤田乙比古、高野哲夫
- ハープ：朝川朋之
- フルート：高桑英世、岩佐和弘
- オーボエ：石橋雅一
- クラリネット：山根公男、十亀正司、元木瑞香
- ファゴット：大畠條亮
- パーカッション：春名禎子、草刈とも子
- ラテンパーカッション：菅原裕紀
- トランペット：菅坡雅彦、河東伸夫、横山均
- トロンボーン：松本治、村田陽一、池上亘
- チューバ：佐藤潔
- ストリングス：岡本エリストリングス
- 指揮：服部隆之